# Азери (нефтегазовое месторождение)
Азери (азерб. Azəri ) — морское нефтегазовое месторождение в Азербайджане в Каспийском море.
Расположена в 100 км к востоку от столицы Азербайджана Баку и является частью более крупного проекта Азери — Чираг — Гюнешли (АЧГ). Месторождение «Азери» включает в себя добывающие платформы «Центральный Азери», «Западный Азери», «Восточный Азери» и платформу для закачки воды. Месторождение было открыто в 1988 году и первоначально носило имя 26 бакинских комиссаров.

## «Центральный Азери»
«Центральный Азери» — это платформа для добычи, бурения и добычи нефти, расположенная на глубине почти 128 м в центральной части месторождения Азери. Платформа рассчитана на добычу примерно 420 000 баррелей в сутки (67 000 м3/сут). Объекты «Центрального Азери» включают в себя:
- бурительная платформа на 48 слотов
- нефтепровод диаметром 760 мм от платформы до приемного Сангачальского терминала
- газопровод диаметром 710 мм от платформы до Сангачальского терминала.

«Центральный Азери» начал свою деятельность в феврале 2005 года.

## «Западный Азери»
«Западный Азери» — это платформа для добычи, бурения и эксплуатации, расположенная на глубине 120 м  и построенная для добычи нефти из западной части месторождения «Азери». «Западный Азери» добавляет 300 000 баррелей в сутки (48 000 м3/сут) к общему объему добычи АЧГ. Объекты Западного Азери включают в себя:
- бурительная платформа на 48 слотов
- нефтепровод диаметром 760 мм от платформы до приемного Сангачальского терминала

Платформа начала свою работу в декабре 2005 года.

## «Восточный Азери»

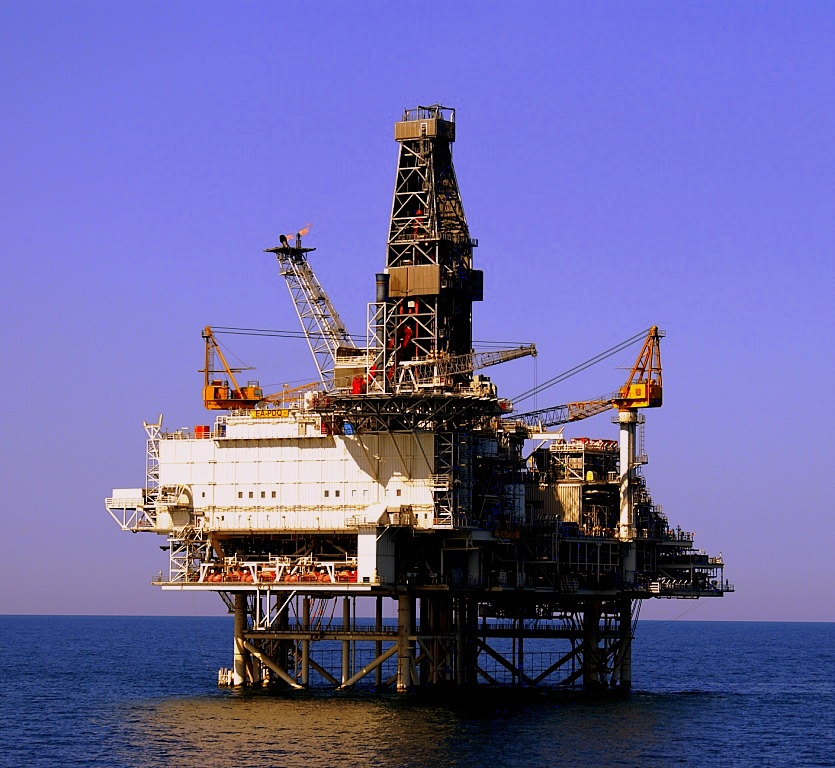
Нефтяная платформа Восточный Азери, май 2008 года

«Восточный Азери» — это платформа для добычи, бурения и размещения (PDQ), расположенная на глубине 150 м (490 футов) и построенная для добычи нефти из восточной части месторождения «Азери». «Восточный Азери» добывает 260 000 баррелей в сутки (41 000 м3/сут). Удобства отеля East Azeri включают в себя:
- бурительная платформа на 48 слотов[1]

Платформа начала свою работу в октябре 2006 года.

## Платформа сжатия и закачки воды
Она снабжает платформы «Центрального», «Западного» и «Восточного Азери» услугами по закачке воды и газа, управляет экспортом газа и обеспечивает электроэнергией с использованием 10 турбин Rolls-Royce. Платформа является мостом, соединенным с платформой «Центрального Азери».
Мощность закачки газа на этой платформе составляет 1 миллиард кубических футов в сутки (28 миллионов кубических метров в сутки) с использованием 5 газонагнетательных скважин. Мощность закачки воды составляет 1 миллион баррелей в сутки (160 тысяч кубических метров в сутки) с использованием 12 водонагнетательных скважин. Мощность экспорта газа составляет 250 миллионов кубических футов в сутки (7,1 миллиона кубических метров в сутки). Платформа  располагает одними из крупнейших водонагнетательных насосов и газовых компрессоров среди платформ BP во всем мире. Верхние строения были построены на строительной площадке ATA (AMEC-Azfen-Tekfen) в Биби-Эйбате, Азербайджан.

## Утечка и выброс газа
17 сентября 2008 года в районе платформы «Центральный Азери» была обнаружена утечка газа после выброса в газонагнетательной скважине. Платформа была остановлена, а персонал эвакуирован. Поскольку платформа «Западный Азери» питалась по кабелю от платформы «Центрального Азери», она также была отключена. Компания BP, оператор АЧГ, подозревала, что причиной утечки газа стала плохая цементная работа.  Добыча на платформе «Западный Азери» возобновилась 9 октября 2008 года, а на платформе «Центральный Азери» - в декабре 2008 года.